# Ken Daneyko
Kenneth Stephen „Ken“ Daneyko (* 17. April 1964 in Windsor, Ontario) ist ein ehemaliger kanadischer Eishockeyspieler, der im Verlauf seiner aktiven Karriere zwischen 1980 und 2003 unter anderem 1458 Spiele für die New Jersey Devils in der National Hockey League auf der Position des Verteidigers bestritten hat. Daneyko, der im Jahr 2000 die Bill Masterton Memorial Trophy erhielt, gewann mit den New Jersey Devils in den Jahren 1995, 2000 und 2003 insgesamt dreimal den Stanley Cup. Sein Trikot mit der Nummer 3 wurde im Jahr 2006 von den Devils gesperrt.

## Karriere
Ken Daneyko begann seine Karriere 1980 in der kanadischen Juniorenliga Western Hockey League, wo er für die Spokane Flyers, Seattle Breakers und Kamloops Junior Oilers spielte. Im NHL Entry Draft 1982 wurde er von den New Jersey Devils in der ersten Runde an Position 18 ausgewählt. Er ging noch nicht direkt zu den Devils, blieb noch ein ganzes Jahr in der WHL, sowie Teile der Saison 1983/84. In der Saison gab er auch sein Debüt in der National Hockey League und brachte es auf elf Einsätze.

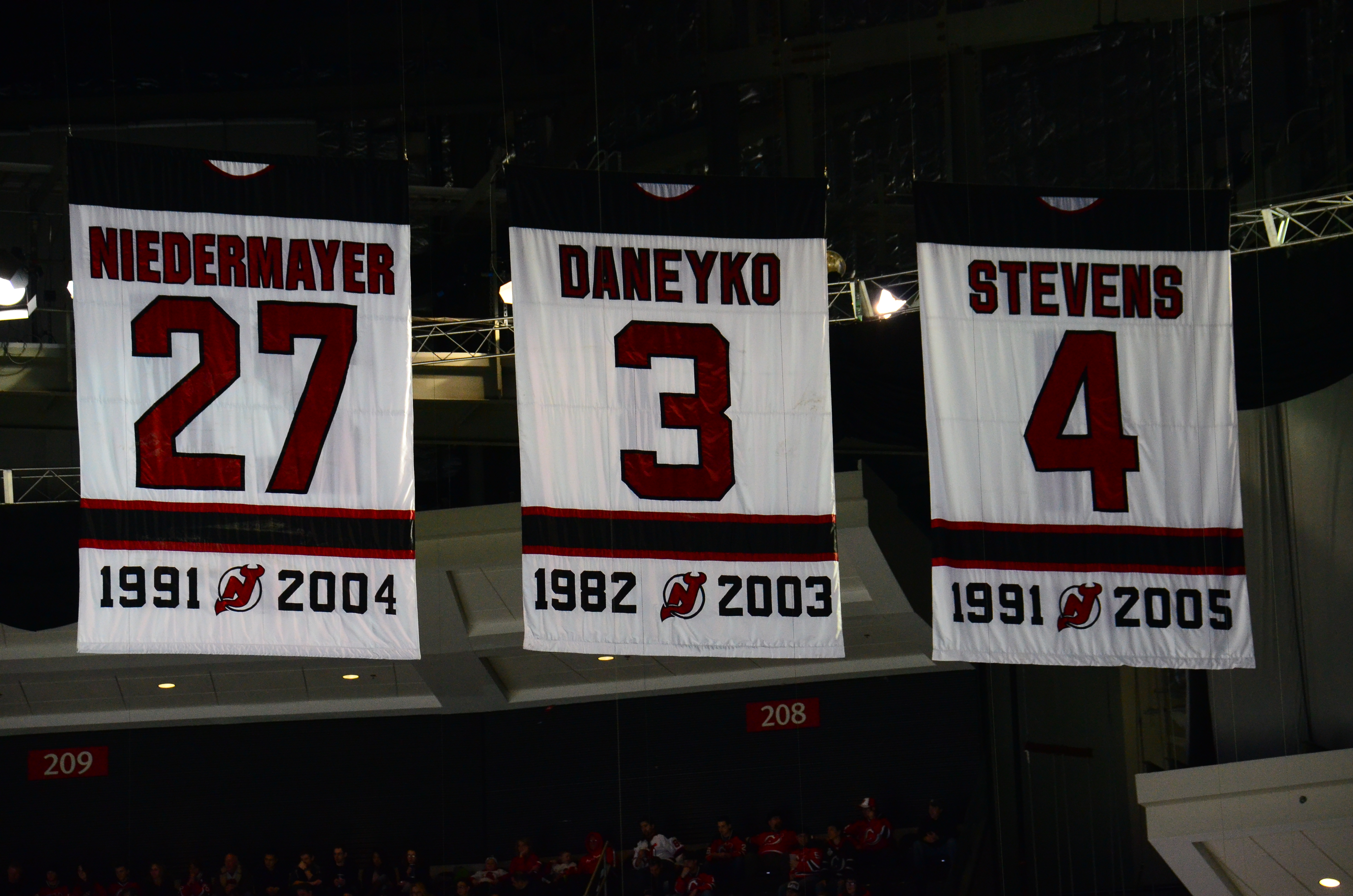
Daneykos Nummer 3 unter den gesperrten Trikotnummern der New Jersey Devils

In der Saison 1984/85 spielte er nur einmal für die Devils und absolvierte die Saison hauptsächlich in der American Hockey League bei den Maine Mariners, dem Farmteam von New Jersey. In der folgenden Saison durfte er wieder öfters aufs Eis für die Devils und im Herbst 1986 hatte er sich endlich einen festen Stammplatz im Kader der New Jersey Devils erkämpft. In der Saison 1987/88 half er mit, dass sich das Team in der Tabelle der NHL stark verbesserte und zum ersten Mal in elf Jahren wieder die Playoffs erreichte. Es war sogar das erste Mal überhaupt, seitdem das Team 1982 von Colorado nach New Jersey gezogen war. In den Playoffs erreichten sie dann das Conference-Finale. Daneyko fehlte nur bei wenigen Spielen und hatte somit auch einen großen Anteil daran, dass sich das Team immer weiter entwickelte und schließlich in der Saison 1994/95 seinen Höhepunkt erreichte, als sie zum ersten Mal in der Geschichte des Franchise den Stanley Cup gewannen.
Einen seiner persönlichen Tiefpunkte erlebte er hingegen drei Jahre später, als er den Großteil der Saison 1997/98 verpasste, da er ein Alkoholproblem hatte. General Manager Lou Lamoriello stand ihm bei und schickte ihn in ein Entzugsprogramm. Daneyko kehrte schließlich ins Team zurück und gewann den Stanley Cup im Jahr 2000. Außerdem erhielt Ken Daneyko die Bill Masterton Memorial Trophy, die an den NHL-Spieler verliehen wird, der Ausdauer, Hingabe und Fairness in und um den Eishockeysport zeigt.
Nach dem Stanley-Cup-Gewinn begann er seine 18. Saison bei den Devils und zwei weitere sollten noch folgen. Mit dem Stanley-Cup-Gewinn 2003 zog er sich schließlich als aktiver Sportler aus der NHL zurück. Die New Jersey Devils hängten am 24. März 2006 ihm zu Ehren einen Banner mit seinem Namen und der Nummer 3 an die Hallendecke ihres Eisstadions, womit die Nummer an keinen Spieler mehr vergeben wird. Ken Daneyko gehörte zu den Defensivspezialisten unter den Verteidigern, der mehr das körperlich harte Spiel bevorzugte. So spielte er 1283 Spiele in der NHL, konnte aber nur 178 Punkte erzielen. Dem gegenüber stehen jedoch 2516 Strafminuten. Sein Markenzeichen wurde sein Lachen, denn immer wenn er den Mund öffnete, sah man nur eine leere Fläche, wo die Schneidezähne hätten sein sollen. Er hatte sie verloren, als er einen Puck ins Gesicht geschossen bekam.

## Erfolge und Auszeichnungen
| - 1984 President’s-Cup-Gewinn mit den Kamloops Junior Oilers - 1995 Stanley-Cup-Gewinn mit den New Jersey Devils - 2000 Stanley-Cup-Gewinn mit den New Jersey Devils | - 2000 Bill Masterton Memorial Trophy - 2003 Stanley-Cup-Gewinn mit den New Jersey Devils - 2006 Sperrung der Trikotnummer 3 durch die New Jersey Devils |

### International
- 1986 Bronzemedaille bei der Weltmeisterschaft
- 1989 Silbermedaille bei der Weltmeisterschaft

## Karrierestatistik

### International
Vertrat Kanada bei:
- Weltmeisterschaft 1986
- Weltmeisterschaft 1989

(Legende zur Spielerstatistik: Sp oder GP = absolvierte Spiele; T oder G = erzielte Tore; V oder A = erzielte Assists; Pkt oder Pts = erzielte Scorerpunkte; SM oder PIM = erhaltene Strafminuten; +/− = Plus/Minus-Bilanz; PP = erzielte Überzahltore; SH = erzielte Unterzahltore; GW = erzielte Siegtore; 1 Play-downs/Relegation; Kursiv: Statistik nicht vollständig)